# Euploea strix
Euploea strix är en fjärilsart som beskrevs av Felix Bryk 1937. Euploea strix ingår i släktet Euploea och familjen praktfjärilar. Inga underarter finns listade i Catalogue of Life.